# Bogusze (powiat sokólski)
Bogusze – wieś w Polsce położona w województwie podlaskim, w powiecie sokólskim, w gminie Sokółka.
Wieś królewska ekonomii grodzieńskiej położona była w końcu XVIII wieku  w powiecie grodzieńskim województwa trockiego. 
Pierwotnie miejscowość nazywała się Bohusze. W 1569 odnotowano nazwę Bohusze Stare, następnie konsekwentnie spotyka się formę Bohusze (1859 – Słownik geograficzny Królestwa Polskiego i innych Krajów Słowiańskich, wyd. F. Sulimirski, B. Chlebowski, Warszawa 1880–1902 t. I s. 292; 1924 i 1938 – Skorowidz miejscowości Rzeczypospolitej Polskiej). Współczesna forma Bogusze pojawiła się po raz pierwszy w 1962 roku (pierwsza oficjalna wzmianka w dokumentach – Skorowidz nazw miejscowości województwa podlaskiego, Dodatek do Dziennika Urzędowego nr 6 WRN w Białymstoku, Białystok 1962. Próba przywrócenia poprawnej historycznie nazwy spotkała się w 2009 z protestami społecznymi, w związku z czym od niej odstąpiono.
W 1929 r. było tu 416 mieszkańców. Siedziba gminy Bogusze, powiat szczuczyński. Był tu komisariat straży celnej. Posiadłość ziemską miał tu Stanisław Żelechowski (444 mórg). Funkcjonował sklep z artykułami kolonialnymi. Było tu dwóch rzeźników.
W latach 1954–1961 wieś należała i była siedzibą władz gromady Bogusze, po jej zniesieniu w gromadzie Sokółka. W latach 1975–1998 miejscowość należała administracyjnie do województwa białostockiego.
Urodził się tu Kazimierz Sztramko – podporucznik pilot Wojska Polskiego, porucznik (ang. Flying Officer) Królewskich Sił Powietrznych.
Wierni kościoła rzymskokatolickiego należą do parafii św. Antoniego Padewskiego w Sokółce.